# Ментен, Мод Леонора
Мод Леонора Ментен — канадский биохимик и гистохимик, автор уравнения Михаэлиса-Ментен.

## Биография
Мод Ментен родилась в 1879 году в деревне Порт-Ламбтон на юго-западе канадской провинции Онтарио. После окончания школы поступила в Торонтский университет на медицинский факультет. В 1904 г. получила степень бакалавра. В 1907 г. работает в Рокфеллеровском университете, где изучает влияние бромида радия на раковые опухоли у крыс. В этом же году получает степень магистра. А в 1911 г. становится одной из первых женщин в Канаде, получивших степень доктора медицины. В 1912 году работает в Берлине совместно с Леонором Михаэлисом в области кинетики ферментативных реакций. Ментен и Михаэлис на основании ранних работ Виктора Анри изучают влияние концентрации субстрата на скорость реакции. В 1913 г. Михаэлис и Ментен публикуют результаты работы в журнале Biochemische Zeitschrift. В 1916 году защитила степень доктора философии в Чикагском университете. Тема диссертации была посвящена изменениям pH крови при патологических новообразованиях и изменении атмосферного давления. В период с 1923 по 1950 гг. работала патологом в Питтсбургском университете. В 1951 г. вернулась в Канаду и до 1953 г. работала в Институте медицинских исследований Британской Колумбии. Помимо научной работы Ментен увлекалась рисованием, игрой на кларнете, астрономией, владела несколькими иностранными языками (французский, немецкий, итальянский, русский, халкомелем). Мод Ментен ушла из жизни (17) 20 июля 1960 года в Лимингтоне, провинция Онтарио, Канада.

## Научные исследования
Помимо вклада в изучение кинетики ферментативных реакций, Ментен была автором и соавтором более 100 научных публикаций. В частности разработала гистохимический метод определения активности щелочной фосфатазы с помощью реакции азосочетания. Модификации данного метода до сих пор используют в гистохимии. Автор работ по гистопаталогии и этиологии пневмонии. Идентифицировала ряд бактериальных токсинов B. paratyphosus, Streptococcus scarlatina и Salmonella ssp. Автор работ по изучению концентрации сахара крови в различных условиях, функции и патологии почек, влиянию сульфаниламидов на функции крови, гистологии различных опухолей. Одна из пионеров в области электрофоретического разделения белков плазмы крови.